# 도널드 브룩
도널드 브룩(Donald Brook, 1927년 1월 8일 ~ 2018년 12월 17일)은 오스트레일리아의 미술가이자, 미술 비평가이며, 미술 이론가이다. 오스트레일리아 남부 베드포드 파크의 플린더스 대학 시각예술학과 교수이자 명예교수이며, 애들레이드 실험미술재단(Experimental Art Foundation)의 창립자이다.

## 생애
도널드 브룩은 1927년 1월 8일 영국 요크셔 리즈에서 태어났다. 장학금을 받고 같은 요크셔에 있는 우드하우스 그로브 학교(Woodhouse Grove School)와 리즈 대학교를 다녔다. 전기 공학에 대해 공부하다가 졸업 직전에 예술가가 되고 싶어 학교를 떠났고, 제2차 세계대전이 끝나갈 무렵 군대에 징집되었다. 1949년에 교육 및 훈련 지원비를 계속 받아서 더럼 대학교의 에드워드 7세 미술학교(King Edward VII School of Art)에서 조각을 공부했다. 헨리 무어와 윌리엄 콜드스트림(William Coldstream, 1908~1987)의 심사를 받아 1953년 우등상을 받으면서 학사 졸업을 했고, 영국 수상이 수여하는 대학원 장학금(Chancellor’s postgraduate award)을 받아 일 년 동안 그리스에 가서 고대 그리스 조각과 키클라데스 시대의 조각을 연구했다. 그 뒤 그 자신 조각가로서 작업을 시작했고, 런던 우드스톡 갤러리(Woodstock Gallery)에서 전시회를 열었다. 교육자 헨리 모리스(Henry Morris, 1889~1961)가 고안해낸 딕스웰 예술 신탁(Digswell Arts Trust)을 통해 하트퍼드셔에 작업실과 주거지를 얻을 수 있었다. 풀리지 않는 이론적 목마름이 있어서 다시 그는 박사 장학금을 받아 1962년 캔버라에 있는 오스트레일리아국립대학교 철학과에 입학했다. 그는 지각에 대한 분석철학적 이론을 적용하여 회화적 재현과 미술비평적 판단의 문제에 접근하는 박사논문을 써서 1965년 저명한 미술사학자 에른스트 곰브리치와 철학자 데이비드 암스트롱(David Malet Armstrong, 1926~2014)로부터 심사 받았다. 그는 2018년 12월 17일 오스트레일리아 애들레이드에서 만 92세를 코 앞에 두고 세상을 떠났다.

## 활동
이후 오스트레일리아에 남기로 선택한 그는 조각가로 계속 활동하면서 존 더글라스 프링글(John Douglas Pringle, 1912~1999)이 편집국장으로 있던 캔버라 타임스에서 미술을 비평하는 글을 썼다. 1968년부터는 시드니 모닝 헤럴드의 미술비평 기자가 되었다. 그 해 시드니 대학교에 새로 만들어진 파워미술연구소(Power Institute of Fine Arts)의 초대 연구원 세 명 중 한 명이 되기도 했다. 1969년에 브룩은 틴 셰드 아트 워크숍(Tin Sheds Art Workshops)을 추진했고, 그것을 통해 당시에는 개념미술이라고 알려져 있던 포스트 오브제 아트를 주창하며 젊은 예술가들에게 영향을 끼치기 시작했다. 1969년 예술가이자 후원자였던 존 파워(John Power, 1881-1943)를 기념하여 현대미술에 대해 열린 특강에서 브룩은 '오브제로부터의 도피'를 주제로 강연했다. 클레멘트 그린버그(Clement Greenberg, 1909~1994)가 직전 해에 존 파워 기념 특강에서 아방가르드적 태도'를 강조한 것에 더해 더 급진적인 대안을 제시한 것이다. 당시 오스트레일리아의 화가들은 국제적인 모더니즘의 흐름을 따르거나 오스트레일리아만의 차별화된 스타일을 의도적으로 구성하곤 했다. 브룩은 1973년 플린더스 대학교의 초대 미술학과장이 되었고, 그의 고민을 보여주듯 학부 이름을 '미술학과(Fine Arts)'에서 '시각예술(Visual Arts)'로 계속 바뀌어 나갔다. 시지각 심리학 및 시지각 철학에 대한 이론적 탐구에 착수한 그는 당시 유럽 미술사가 지배하고 있던 문맥에서 오스트레일리아 원주민들의 시각 문화를 연구하기 시작했다. 당시 오스트레일리아의 어떤 대학도 학문적이며 이론적인 수업들과 같이 진행하는 미술 실기 과정을 제공하지 않았다. 브룩은 1974년부터 애들레이드시에 일군의 미술가들과 이론가들을 모아 실험미술재단을 설립했다. 그는 학문하는 사람들과 이론가들 속으로 직업 작가들을 들어올 수 있게 해서 같이 등록하게 만들었다. 대학도시 주민들과 대학인들 간의 흔한 격차 같은 '타운 앤 가운(town and gown)' 식의 분리를 좁혀보려고 했다. 그는 직업 작가들이 학부 졸업 후 진학할 수 있도록 아카데믹한 과정도 만들었다.
시드니를 떠난 뒤로 브룩은 미술 비평을 버리고 대신 수준 있는 의견을 개진할 수 있는 신문이나 대중적인 매체에 광범위하게 글을 썼다. 1989년 브룩은 플린더스 대학에서 정년퇴임했고, 이듬해인 1990년에서 1992년까지 지중해 동부의 키프로스에서 지냈다. 퍼스에 있는 웨스턴오스트레일리아 대학교에서 임시직으로 일을 잠시 한 뒤, 애들레이드에 완전히 자리를 잡아 거기에서 내내 많은 활동을 했고, 2018년 12월 17일 만 92세를 코 앞에 두고 세상을 떠났다.